# Alan Hodgkinson
Alan Hodgkinson, MBE (født 16. august 1936 i Laughton Common, England, død 8. december 2015) var en engelsk fodboldspiller, der tilbragte hele sin aktive karriere, fra 1954 til 1971, som målmand hos Sheffield United. Han spillede desuden fem kampe for Englands landshold, og var med i truppen til både VM i 1958 og VM i 1962.
Han blev i 2008 optaget som member af Order of the British Empire for sin fodboldkarriere.